# بيل روبرتسون
بيل روبرتسون (بالإنجليزية: Bill Robertson)‏ (25 مارس 1923 في المملكة المتحدة - 15 مارس 2003 في المملكة المتحدة) هو لاعب كرة قدم بريطاني (وحمل سابقاً جنسية المملكة المتحدة لبريطانيا العظمى وأيرلندا) في مركز حراسة المرمى. لعب مع برمنغهام سيتي وتشيلسي وستوك سيتي.